# Deposit (hrabstwo Broome)
Deposit – wieś w Stanach Zjednoczonych, w stanie Nowy Jork, w hrabstwie Broome.